# Episodi di Babylon 5 (seconda stagione)
La seconda stagione della serie televisiva Babylon 5 è stata trasmessa su Prime Time Entertainment Network dal 2 novembre 1994 al 1º novembre 1995.
All'episodio intitolato originariamente The Coming of Shadows (L'arrivo delle Ombre), diretto da Janet Greek, è stato assegnato nel 1996 il premio Hugo per la miglior rappresentazione drammatica (Best Dramatic Presentation).
| nº | Titolo originale             | Titolo italiano               | Prima TV USA     | Prima TV Italia  |
| -- | ---------------------------- | ----------------------------- | ---------------- | ---------------- |
| 1  | Points of Departure          | Punto di partenza             | 2 novembre 1994  | 5 marzo 1999     |
| 2  | Revelations                  | Rivelazioni                   | 9 novembre 1994  | 6 marzo 1999     |
| 3  | The Geometry of Shadows      | La geometria delle Ombre      | 16 novembre 1994 | 8 marzo 1999     |
| 4  | A Distant Star               | Una stella lontana            | 23 novembre 1994 | 9 marzo 1999     |
| 5  | The Long Dark                | La lunga oscurità             | 30 novembre 1994 | 10 marzo 1999    |
| 6  | A Spider in The Web          | Un ragno nella tela           | 7 dicembre 1994  | 11 marzo 1999    |
| 7  | Soul Mates                   | Anime gemelle                 | 14 dicembre 1994 | 13 marzo 1999    |
| 8  | A Race through Dark Places   | Luoghi oscuri                 | 25 gennaio 1995  | 12 marzo 1999    |
| 9  | The Coming of Shadows        | L'arrivo delle Ombre          | 1º febbraio 1995 | 15 marzo 1999    |
| 10 | GROPOS                       | Fanteria d'assalto            | 8 febbraio 1995  | 16 marzo 1999    |
| 11 | All Alone in The Night       | Solo nella notte              | 15 febbraio 1995 | 17 marzo 1999    |
| 12 | Acts of Sacrifice            | Atti di sacrificio            | 22 febbraio 1995 | 18 marzo 1999    |
| 13 | Hunter, Prey                 | Cacciatore e preda            | 1º marzo 1995    | 19 marzo 1999    |
| 14 | There All The Honour Lies    | Le vie dell'onore             | 26 aprile 1995   | 22 marzo 1999    |
| 15 | And Now for A Word           | Costruire il futuro           | 3 maggio 1995    | 20 marzo 1999    |
| 16 | In the Shadow of Z'ha'dum    | All'ombra di Z'Ha'Dum         | 10 maggio 1995   | 25 marzo 1999    |
| 17 | Knives                       | Lame amiche                   | 17 maggio 1995   | 23 marzo 1999    |
| 18 | Confessions and Lamentations | Confessioni tardive           | 24 maggio 1995   | 26 marzo 1999    |
| 19 | Divided Loyalties            | Lealtà divise                 | 11 ottobre 1995  | episodio inedito |
| 20 | The Long, Twilight Struggle  | La lunga notte nel crepuscolo | 18 ottobre 1995  | 27 marzo 1999    |
| 21 | Comes the Inquisitor         | Arriva l'Inquisitore          | 21 ottobre 1995  | 30 marzo 1999    |
| 22 | The Fall of Night            | Scende la notte               | 1º novembre 1995 | episodio inedito |